# La novizia
A Noviça e o Amor é um filme italiano de 1975,  dirigido por Giuliano Biagetti.

## Elenco
- Gino Milli: Vittorio
- Gloria Guida: Maria, Suor Immacolata
- Vera Drudi: Agata
- Maria Pia Conte: Franca
- Femi Benussi: Nuziatina
- Fiore Altoviti: Rodolfo
- Beppe Loparco: Saretto